# Waldershof

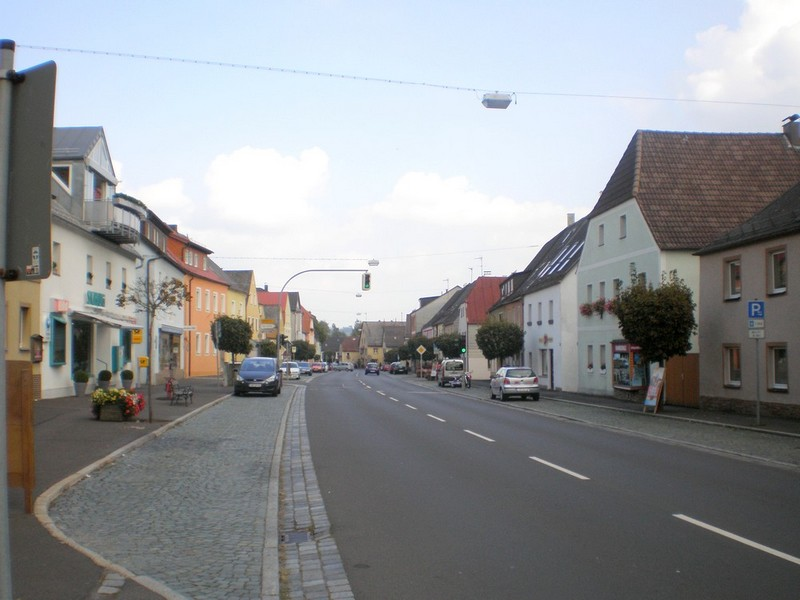
Waldershof (centrul)

Waldershof este un oraș din districtul rural (Landkreis) Tirschenreuth, regiunea administrativă (Regierungsbezirk) Palatinatul Superior sau Oberpfalz, landul Bavaria, Germania.